# Шаітік
Шаітік (рос. Шаитик) — присілок у Купинському районі Новосибірської області Російської Федерації.
Входить до складу муніципального утворення Чаїнська сільрада. Населення становить 335 осіб (2010).

## Історія
Згідно із законом від 2 червня 2004 року органом місцевого самоврядування є Чаїнська сільрада.

## Населення
| 2002 | 2007 | 2010 |
| ---- | ---- | ---- |
| 376  | ↘353 | ↘335 |